# Lang Bräu (Freyung)
Der Lang Bräu ist eine Bierbrauerei im niederbayerischen Freyung, einer Stadt im Landkreis Freyung-Grafenau. Die Brauerei hatte 2008 eine Jahresproduktion von 25.000 Hektolitern, zu ihr gehört auch ein Bräustüberl mit größerem Gastraum.

## Geschichte
1813 wurde dem damaligen Braumeister des Marktbräuhauses, Johann Reichenberger, eine Braukonzession für den heutigen Standort erteilt. Am 28. April 1857 ersteigerte Andreas Lang die Brauerei.
Nachdem 1872 die Brauerei vollständig abgebrannt war, wurde sie mit Hilfe der Innstadt Brauerei (Passau), Lang Bräu (Jandelsbrunn) und Ratzesbergerbräu (Waldkirchen) neu aufgebaut. Im Anschluss wurde die zur Brauerei gehörige Schnapsbrennerei eingestellt. Von 1923 bis heute wurden immer wieder Erneuerungen und Erweiterungen durchgeführt.
Nach dem Tod der Besitzerin Erika Lang ging das Erbe 2009 auf die Stadt Freyung über, die die Immobilien behielt, die Brauereianlagen jedoch weiterverkaufte. Nachdem 2014 der damalige Eigentümer an der Fortführung des Brauereibetriebs kein Interesse mehr gezeigt hatte, wurde eine Genossenschaft gegründet. Die Eintragung als Genossenschaft vom 30. April 2014 schloss die Umwandlungsbestrebungen ab.

## Produkte
Die Produktpalette umfasst die Biersorten Zwickl, Helles, Festbier, Helles Hefeweizen, Dunkles Hefeweizen, Export Dunkel, Pils, Nepomuk Heller Bock, Josefi Bock, 1856 und 1856 Radler.
Daneben werden die alkoholfreie Getränke Cola-Mix, Orangenlimonade, Zitronenlimonade, Topfit Orangen-Fruchtsaftgetränk, Tafelwasser, Sportwasser Grapefruit und VC Orange diät-fit produziert.
Abgefüllt wird sowohl in Kronkorkenflaschen (Biere) als auch Schraubverschlussflaschen (alkoholfreie Getränke).

## Sonstiges
Zum Team gehören auch zwei Brauereipferde, Fritz und Bubi.